# 高橋秀山
高橋 秀山（たかはし しゅうざん、1892年3月20日 - 1978年1月20日）は、日本の柔道家（講道館9段）。
戦前の日本国内における最高峰の柔道大会であった全日本選士権大会を獲得したほか、指導者としても旧制新発田中学校を全国優勝に導いた実績を有す、昭和初期を代表する柔道家・柔道指導者の1人である。

## 経歴
1892年生まれ。実家は雪深い秋田県仙北郡金沢町の禅寺であった。
曹洞宗大学に進学して1918年10月に柔道の総本山である講道館へ入門。そこで、空気投で名高い名人・三船久蔵や高橋喜三郎らの指導を受けた。
程なくして、曹洞宗大学の昇格問題の影響で一旦休学して2年後の大学昇格後に再入学する事となり、その間の就職先の斡旋を講道館の鈴木潔治に願い出ると、新潟県の旧制新発田中学校（現・県立新発田高校）を紹介されて「1ヵ月百廿円だが、我慢して行け」と言われ、高橋はこれを快諾した。
1922年11月20日、小雨降る新潟県新発田町に赴いて新発田中学校（芝中）に着任すると、当時の安田校長から「平素は良いが、運動会の時など予定通りの時間に終了したためしが無い」「提灯行列の時などは先生をぶん殴るなど付和雷同的行為に及ぶ生徒がいる」と学校の窮状を訴えられ、「その辺に充分留意のうえ、訓育に力を入れて貰いたい」と依頼されたという。
授業は、1年生から3年生までの正課を週各1時間と4年生以上の自由選択週2時間を受け持ち、加えて放課後の部活動を指導する事となった。
当時の柔道部の稽古を見た高橋は「殆ど一本技で応用動作が無く、気力も無かった」「試合の結果を問うと、“皆負けました”との返答だった」と後に述懐している。研究・分析する中で、これまで良い指導者に出会えなかった事が体たらくの原因と結論付けた高橋は、部員達を集め「5ヵ年自分と一緒に稽古するなら、必ず県下で優勝させてやる」と宣言し、以後は寝技も含めて連日の厳しい稽古を課した。

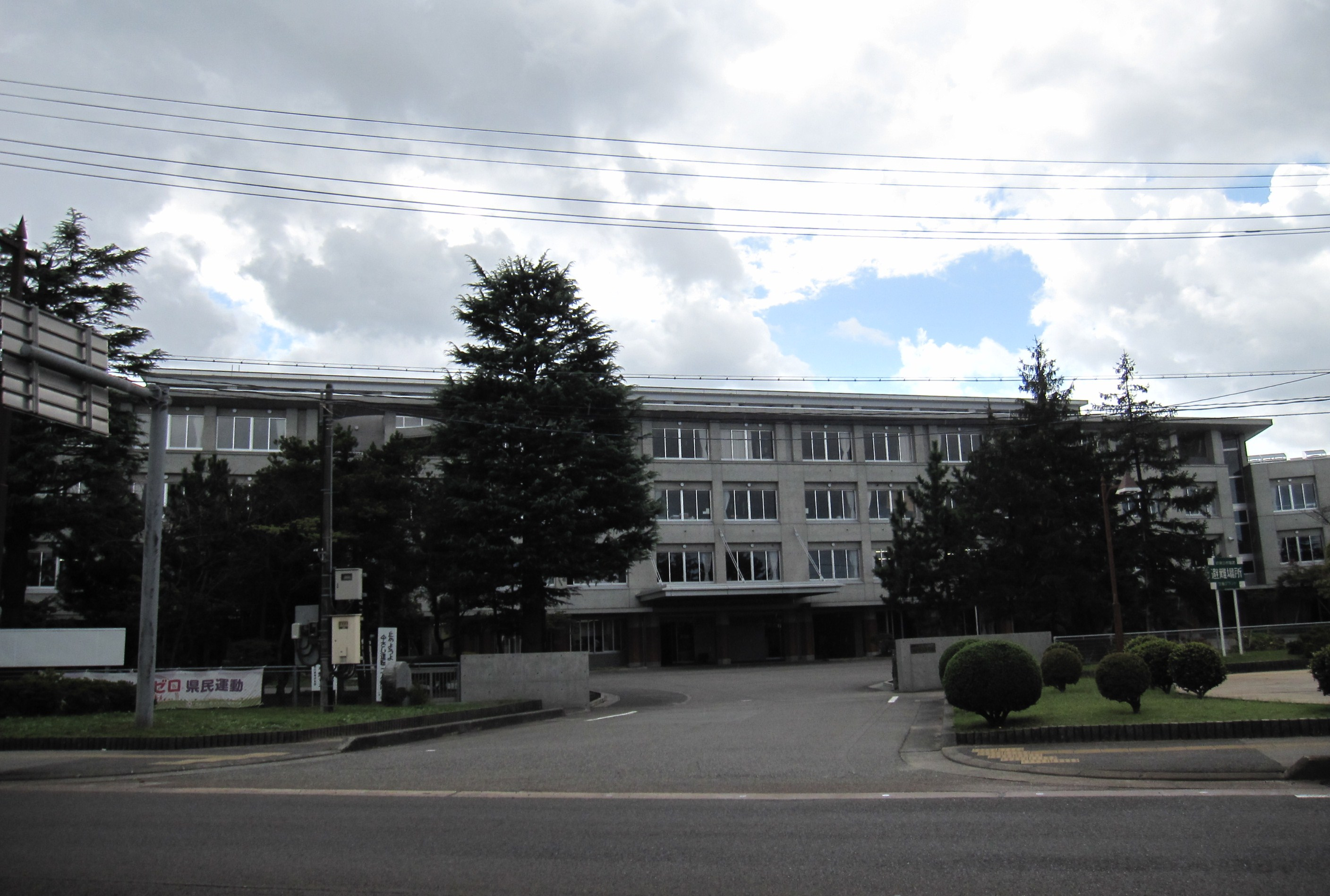
新発田中学校（現・新発田高校）では永く教師を務め、9年目には柔道で全国制覇

1924年5月、新発田学校の剣道部が三条中学校（現・県立三条高校）に挑戦状を送ると、剣道では勝ち目無しと見た三条中学校側が柔道で新発田中学校を負かして1対1のタイにして面子を保とうと目論み、高橋率いる新発田中学校柔道部に逆に挑戦状を叩き付けてきた。猛稽古の甲斐もあり既に実力を付け始めていた新発田中学校はこの挑戦を受け入れ、両校25人ずつで行われた試合（団体勝ち抜き戦）では2人残しの勝利を収めて、痛快にも歌を奏しながら帰校した。
さらに同年10月には加茂農林学校（現・県立加茂農林高校）の挑戦を受け、両校15人ずつの試合を2人残しで勝利し、試合後の練習でも加茂農林学校の生徒達を全く問題にせず這う這う（ほうほう）の体で帰らせたという。
このように漸次成績を上げた新発田中学校だったが、勝って兜の尾を緩める事無く、高橋は部員全員に対し「1人でも稽古をサボらない事」「勉学を疎かにして留年しない事」と訓辞を与えている。
1927年に新発田町に武徳殿が新設され、その記念武道大会に出場すると新発田中学校が有段の部・無段の部共に1等から5等を独占する快挙を達成。就任から4年目を迎え入学時から指導した部員が5年生になったこの頃には、もはや県下に戦うべき相手はいなくなっていた。費用自腹で県外遠征を敢行し、京都武徳会主催の全国中等学校大会で善戦、優勝校となった京都の平安中学校を相手に互角以上の接戦を繰り広げたほか、東京学生連合会主催の全国中等学校柔道争覇戦では決勝戦で宇都宮中学校（現・県立宇都宮高校）に1対2で惜敗したものの、全国有数の強豪校として愈々その名を知られた。
以後も全国中等学校柔道争覇戦に毎年出場したが武運無く決勝戦で敗れて2位に甘んじ、迎えた1931年9月、同大会の決勝戦で勇名轟く日大第三中学校を降して終に優勝を果たす。この空前絶後の試合の模様は当時の雑誌『キング』に掲載され、忽ち日本全国のみならず海外にまで名声を揚げた。
また高橋自身も同年10月、講道館主催の第2回全日本選士権大会（専門成年前期の部）で兵庫の田辺輝夫5段らを破って選士権を獲得。越後の片田舎に突如優勝旗が2つも齎（もたら）されたこの快挙に、新発田中学校は大いに湧いたという。
| 段位 | 年月日        | 年齢 |
| ---- | ------------- | ---- |
| 入門 | 1918年10月4日 | 26歳 |
| 初段 | 1919年1月12日 | 26歳 |
| 2段  | 1919年6月11日 | 27歳 |
| 3段  | 1922年3月15日 | 29歳 |
| 4段  | 1925年6月9日  | 33歳 |
| 5段  | 1929年6月9日  | 37歳 |
| 6段  | 1933年6月1日  | 41歳 |
| 7段  | 1939年6月15日 | 47歳 |
| 8段  | 1948年5月4日  | 56歳 |
| 9段  | 1968年        | 76歳 |

1933年6月に講道館6段位を拝受。
その後新発田中学校は1936年にも全国中等学校大会で準優勝を成し遂げている。
高橋は終戦直後の1946年3月に退職するまでの23年4ヵ月を新発田中学校で教師として過ごし、退職後も柔道部師範として永く道場で後進の指導に汗を流して、1948年5月には8段に列せられた。
その指導は嘉納治五郎の訓えである「順道制勝」を信念、合理的な鍛錬の積み重ねによって勝利を得る事を第一義とした。部員達に対しては常に姿勢を正しく保って自護体は決して取らせず、左右で同等に技が出せるようになるまでの飽くなき反復練習と、寝技を重んじて寝技に誘われたらこれに応じ相手を制す為の猛稽古を重ねたという。一方で、何よりも部員達の怪我を案じ、1928年頃に着手した中学校柔道場の建設に当たっては、生徒代表が床下にバネを入れる事を校長と交渉してこれを約束させると、高橋はバネの研究を重ね、直径4分の物を8間と8間の床下に108個入れる事を提案した。県の技師との論争の末に実現した新道場では、部員達の怪我が格段に減っという。
柔道修練に加え、高橋は訓育や勉学の教育、果ては部員の寄宿舎の手配まで奔走し、自身もよく書を読んで視力の弱まった晩年には文字の大きな経典に目を通していた。
1967年春に日本国政府より勲五等双光旭日章を受章。
1968年の嘉納師範30年祭で9段に昇段し赤帯を允許された。
1978年の年初に老衰のため没。葬儀は同年1月22日、86年の人生のうち多くを過ごした新発田市内の福勝寺にて執り行われ、御霊は現在も同境内の墓地に眠る。
なお、当初2ヵ年の想定で新発田中学校に赴任し、曹洞宗大学が大学に昇格し「駒澤大学」として再出発した際には復学を促されたにも拘らず新発田の地に残り続けた理由について、高橋は「（実は）1925年月に辞表を提出したのだが、禅学研究家で禅の信仰を持っていた校長に、「君は禅宗であったな。それでは聞くが、君は常に生徒達に無我という事を教えているが、今さら名誉や地位を欲しているのか。」と問われ、その一言で五寸釘で胸を刺されたように感じた」と、当時のエピソードを講道館の機関誌『柔道』に寄稿している。